# Кононенко Михайло Михайлович
Михайло Михайлович Кононенко (30 жовтня 1987) — майстер спорту міжнародного класу, український професійний велогонщик.
Розпочав свою кар'єру в 2007 році в українській Continental Team. З 2008 року виступав за Danieli Cycling Team.

## Досягнення
2008
- перемога в п'ятому етапі велогонки Польща-Україна
- перемога в загальному заліку велогонки  Mainfranken-Tour

2009
- Чемпіон України (U23)

## Команди
- 2007 Ukraine Neri Sottoli
- 2008 Danieli Cycling Team (до 1 серпня)
- 2010 Kolss Cycling Team